# Bálna (építmény)
A Bálna (a logó alapján néha Bálna Budapest, korábban CET) kulturális, vendéglátó és kereskedelmi központ Budapest IX. kerületében, félúton a Szabadság és a Petőfi híd között, közvetlenül a pesti Duna-parton.

## Építészet

### Az „üvegbálna”
A 21. század elejére a Közraktárak épületegyüttesének állapota leromlott. Kas Oosterhuis holland építész és Lénárd Ilona építészirodája készítette el egy olyan új épület terveit, amely a négy raktárépületből kettőt átriummal kapcsol össze, egyben pedig a Duna-parttal párhuzamosan meghosszabbítja őket egy bálnafej formájú üveghéjjal.

### Építése
A Ferencvárosi Önkormányzat Építésügyi Hatósági Csoportja 2009. január 9-én adta ki a komplexumra a jogerős építési engedélyt. Az épület körüli vitás kérdések miatt a 2011 nyarára tervezett megnyitás elmaradt. Budapest Főváros Önkormányzata 2012 nyarán birtokba vette az épületegyüttest és megkezdte a szükséges javításokat, a megnyitáshoz szükséges munkálatokat. A Bálna 2013. november 8-án nyitotta meg kapuit a közönség előtt.

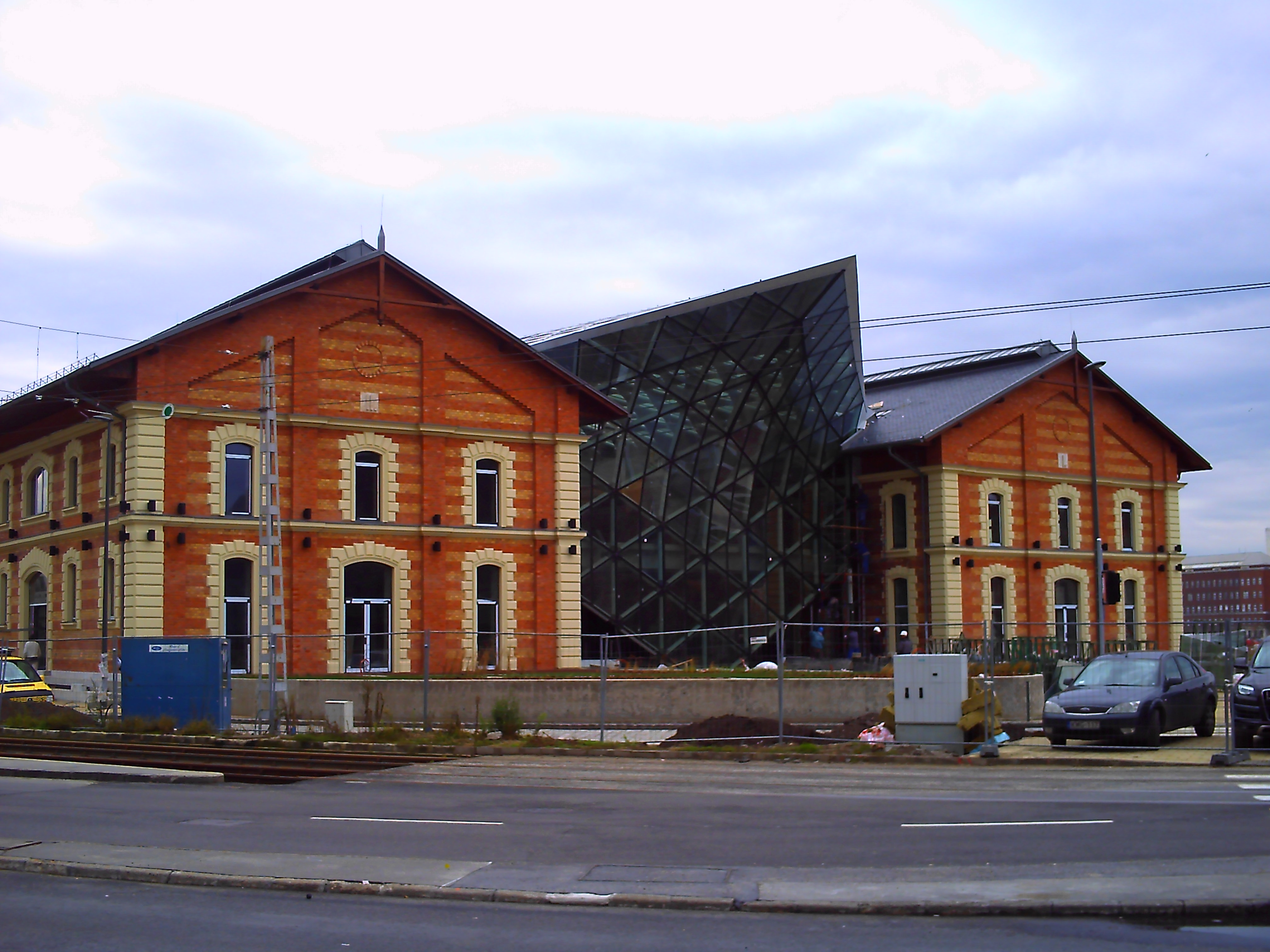
A Bálna „farka”
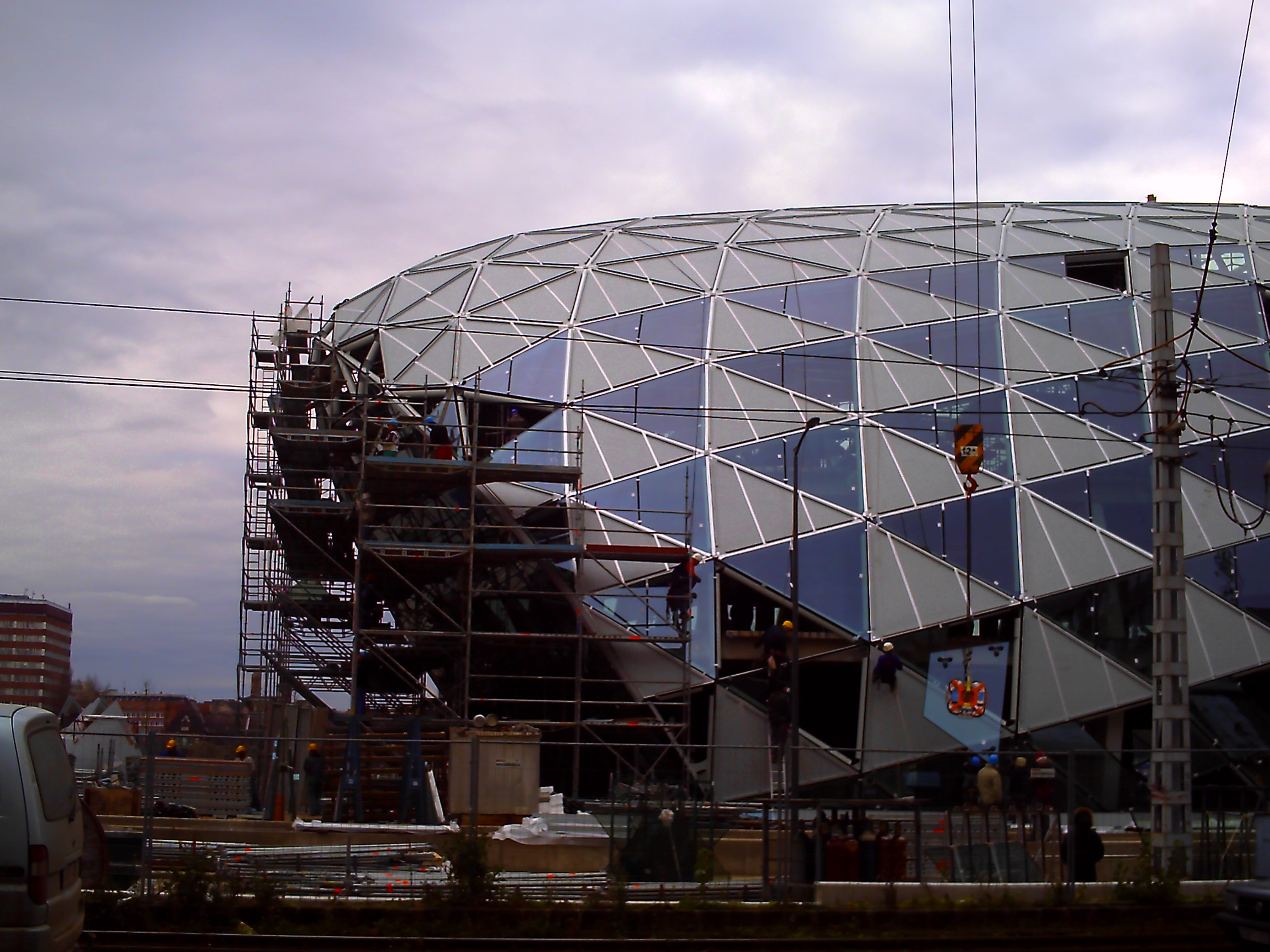
A Bálna építése. Ablaktábla beemelése, 1. fázis
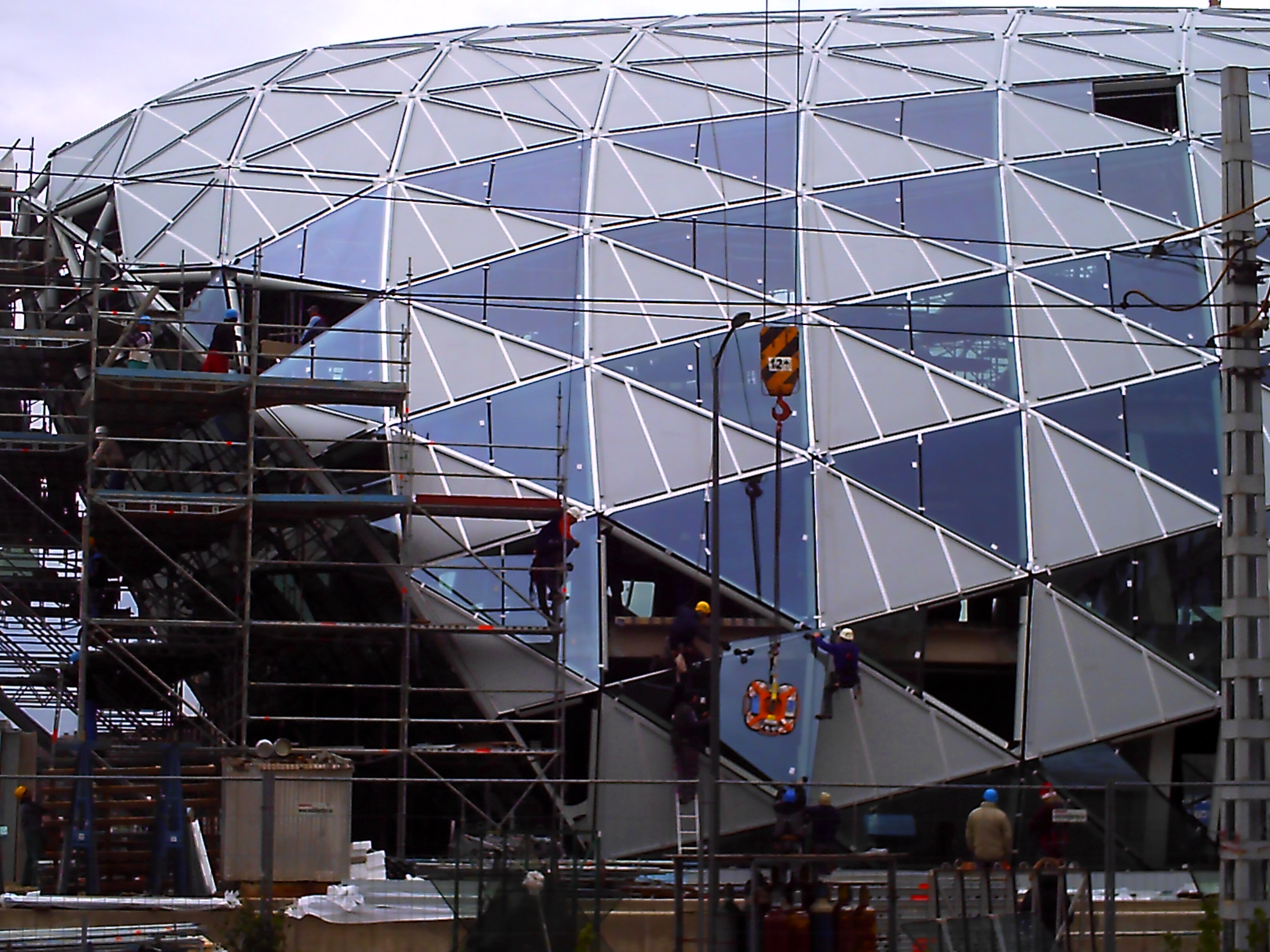
A Bálna építése. Ablaktábla beemelése, 2. fázis
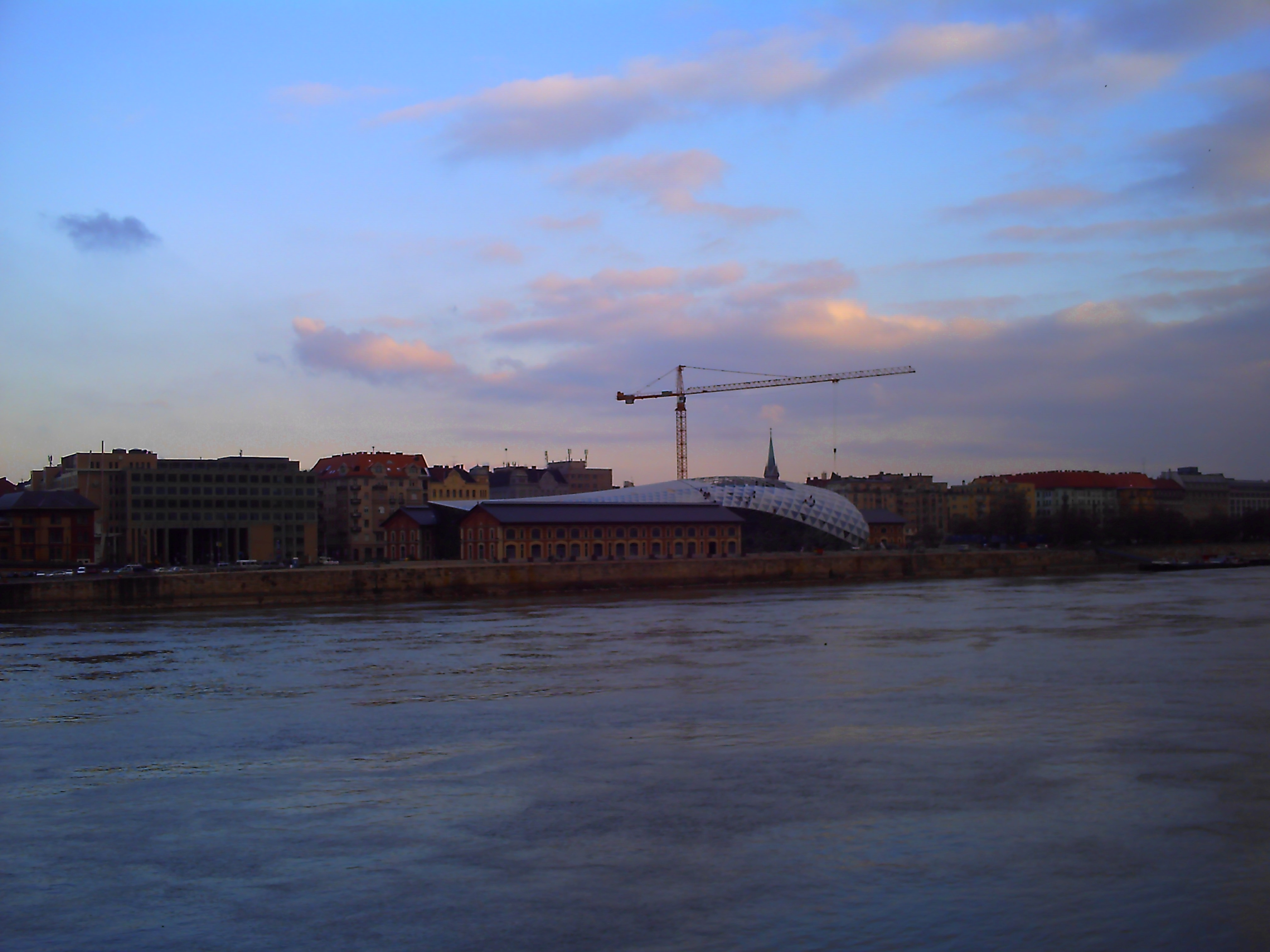
A Bálna építése

## A Bálna a városban

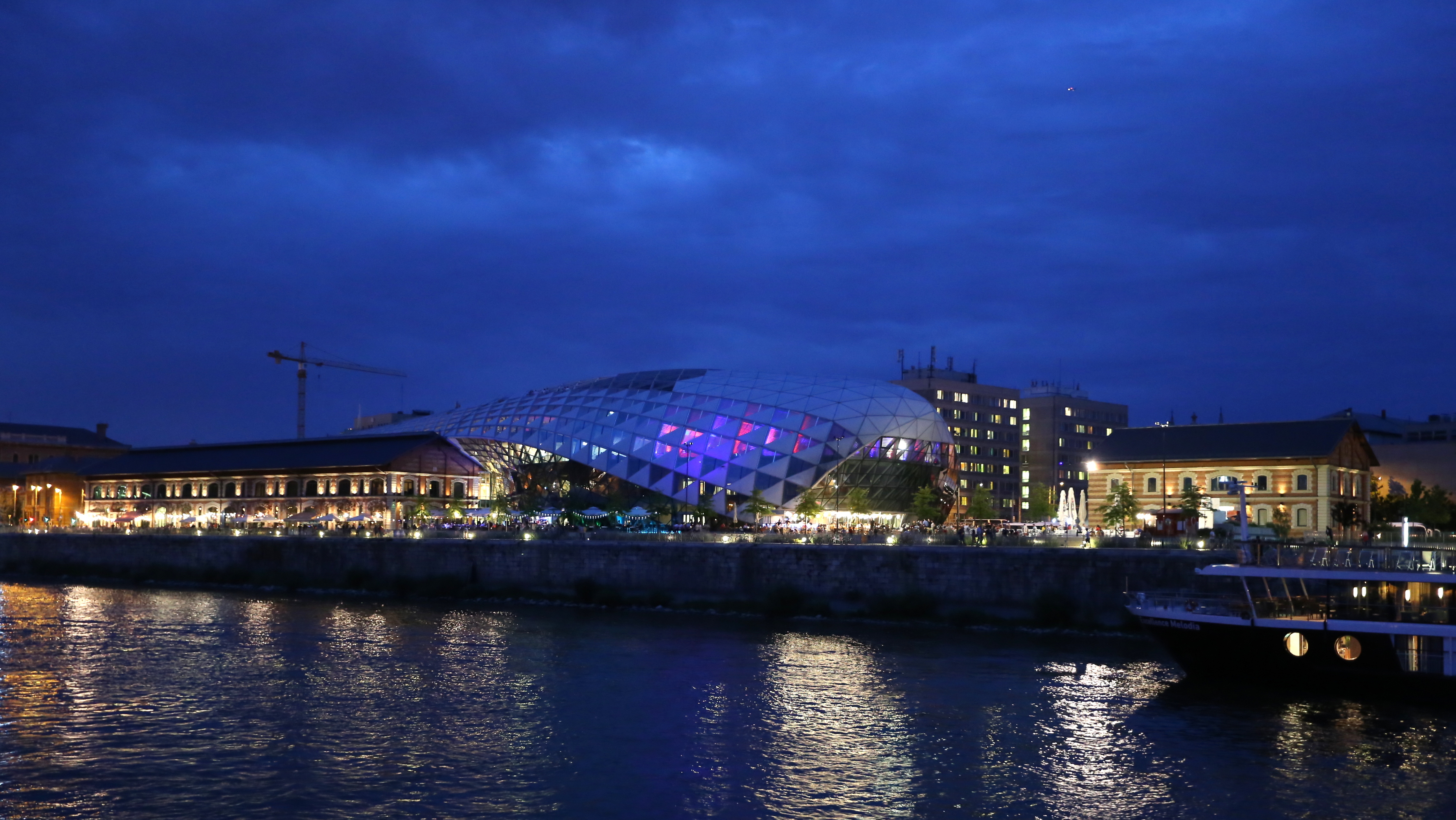
Élénk éjszakai élet 2017-ben

A Bálnát a főváros fontos csatlakozási és kapcsolódási pontjának szánták. Kapcsolódik a Központi Vásárcsarnokhoz, a Corvinus Egyetem épületéhez és campusához, Belső-Ferencvároshoz, a Belváros sétaútvonalának természetes meghosszabbítása. „Zöld” kapcsolódási pontja van a Nehru-parttal, a szállodahajók kikötőjével. A Bálna közvetlenül kapcsolódik a Dunához. Jól megközelíthető busszal, villamossal, hajóval, gépkocsival, de a mellette húzódó kerékpárúton biciklivel is.
A Bálna a budapesti városkép, a pesti Duna-part meghatározó látványeleme. Belülről szinte minden pontjáról különleges kilátás nyílik a városra. 2013 augusztusától az októberi megnyitásig sötétedés után lézer fényjáték és videomapping várta az érdeklődőket, ami ellen sokan tiltakoztak, ezt a nyitáskor meg is szüntették. A Bálnát 2013. november 8-án délben adták át a nagyközönségnek.

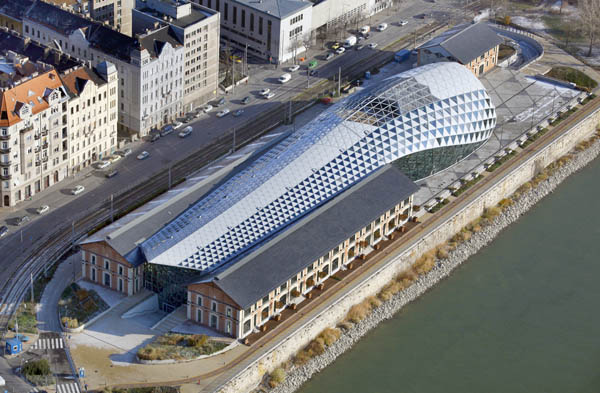
A Bálna légi felvételen

## A Bálna számokban
A Bálna bruttó szintterülete 30 574 m², Ebből bérelhető 11 772 m². A kültéri teraszok területe 2000 m². A mélygarázsban 250 parkolóhely van, az épület melletti buszparkolóba egyszerre 10 autóbusz állhat be.

## A Bálna jele
A Bálna logóját/emblémáját az Artificial Group tervezte. A három háromszög az épület héjazatának konstrukciós elemeire utal. Együtt stilizált bálnafarokuszonyra emlékeztetnek. Ott bujkál benne a papírhajó látványa is, amely a Dunához, a vízhez való közelséget emeli be a jelképbe. Origamit idéző letisztultsága összhangban áll az épület szellemiségével. Alul a főváros hivatalos logója jelzi a Bálna tulajdonosát.

## A Bálna funkciói
A Bálnát kulturális, gasztronómiai, kereskedelmi központnak szánták, amely helyet kíván adni különféle szolgáltatásoknak, szórakoztató és szabadidős aktivitásnak is. Az éttermek, bisztrók, kávézók számára ideális a Bálna Duna felőli oldala közvetlen – teraszos – vízparti kapcsolattal, valamint a Bálna „farkában” lévő kilátóhelyek.
A régi Közraktárak egyik megőrzött épületében működik majd a megújult Budapest Galéria, az első szinten a boltívek alatt biopiac és régiségpiac nyílik. A Bálna fejében található többszintes látványos tér különféle kulturális események és vásárok színhelyeként szolgál. Egyfajta terminálként szolgál a Nehru-parton kikötő hajók utasai számára. A 250 férőhelyes mélygarázs megkönnyíti a környékre érkezők parkolását, így például a Nagycsarnok vásárlóiét is.
A 2015-ös Mentőexpedíció című sci-fi több jelenetét, illetve
a TV2 által sugárzott Megasztár című tehetségkutató műsor
2024-es hetedik évadának válogatóit is ebben az épületben forgatták, de Katy Perry és Selena Gomez  is forgatott itt klipeket.

## Kritikák, kihasználtság, eladás
A Bálnának már az építése körül problémák adódtak. Az átadásnak eredetileg 2010-ben kellett volna megtörténnie, ami évekkel elcsúszott, emiatt az építés közben és a megnyitás után is viták robbantak ki a főváros, az ingatlant fejlesztő Porto Investment Hungary Kft. és a generálkivitelező WHB Építő Kft. között. Később az Állami Számvevőszék is feljelentést tett az ügyben. A Porto 2007-ben nyerte el az ingatlan fejlesztésének és üzemeltetésének jogát, de később aggályok merültek fel a fejlesztő és a főváros között kötött szerződésekkel kapcsolatban, amelyek előnytelen feltételekkel jelentős anyagi terheket helyeznek a fővárosra. A viták szerződésfelbontásokkal, feljelentésekkel és bírósági procedúrákkal jártak, amiknek később az MKB Bank is részese lett, mivel az a fővároson akarta a beruházás kapcsán szerintük nekik járó pénzt peres úton megszerezni. Az ügyet bonyolította, hogy a szerződések még 2010, vagyis a kormányváltás előtt köttettek, így Tarlós István főpolgármester az ügy hátrányos körülményeit elődjének, Demszky Gábornak a felelősségeként rótta fel. Az ügyhöz kapcsolódóan a fővárosnak a generálkivitelezővel, és az az alá tartozó kisvállalkozókkal is meggyűlt a baja, mivel a WHB Építő Kft. az átadás-átvétel elmaradása miatt nem kapta meg a Portótól a neki járó pénzt, így az alvállalkozóit sem tudta kifizetni. Később demonstrációk is történtek, ahol az alvállalkozók a fővárosi vezetésen, illetve a Portón kérték számon az elmaradt kifizetéseiket, még a megnyitó napján is, ahova meghívót nem is kaptak és ahova a főpolgármester nem is jött el.
Az átadást megelőző három hónapban kék lézerfények villogtak az épület tetején, melyek az eredeti koncepció szerint a főváros nevezetességeire voltak hivatottak rámutatni lézersugarakkal, de sokakat zavart a villódzó fény, ezért a megnyitáskor lekapcsolták őket.
A Bálna igazi problémája az épület kihasználatlansága lett. Már a megnyitásakor kétkedő vélemények láttak napvilágot az épület leendő kihasználtsága és népszerűsége kapcsán, mivel nem túl forgalmas helyen épült és nemigen hirdeti semmi az épület kulturális és fogyasztói jellegét, csak látványos külseje és belseje van. Gondot jelentett az is, hogy sokáig alig volt bérlője egy söröző és pár ajándékbolt kivételével, az épület egyharmadát így is az önkormányzat intézményei bérlik. Kiemelték, hogy nyilvános találkozóhelynek szánt épületként alig van benne ülőhely, és ami van az is kényelmetlen, az egy sörözőt leszámítva pedig nincs több vendéglátóhely. A pangás miatt aztán már ingyen adták oda az üzlethelyiségeket a bérlőknek, akik szerint alig volt bevételük a minimális forgalomból. Kiderült az is, hogy az épület még az üzemeltetési költségét sem termeli ki, és hét bérlő húszmilliós adósságot halmozott fel, noha egy korábbi döntés értelmében az épület 70 százalékos kihasználtságának eléréséig a bérlőknek nem kell bérleti díjat fizetniük, csak az üzemeltetési költséget. A főpolgármesteri hivatal belső ellenőrei ezért azt javasolták, hogy egy céget bízzanak meg a Bálna üzemeltetésével. Az épület sorsa később sem javult sokat, egy évvel a megnyitó után is ugyanazokkal a gondokkal küszködött, hírek szerint csak 2015 májusában sikerült az épület hetven százalékát kiadni. A lanyha kereslet miatt a fővárosi vagyonkezelő úgy döntött, hogy áprilisban folytatólagos tendert hirdet a Bálna üres helyiségeire, remélve, hogy a fennmaradó ötezer négyzetméterre akad jelentkező. Az épület továbbra sem termelt nyereséget, mert bevételeit mind a fenntartás vitte el, a bérlők tartozása pedig időközben 40 millió forintra nőtt.
2015 novemberében híre ment, hogy a Matolcsy György vezette Magyar Nemzeti Bank esetleg megvenné az épületet. A pénzintézet állítólag látogatóközpontot és pénztörténeti múzeumot alakított volna ki benne. Ez a tranzakció végül nem valósult meg.
2017 júniusában felmerült az épület újbóli értékesítése a főváros közgyűlésén, majd novemberre meg is hirdették azt 11 milliárd forintért, de a lehetséges ajánlattevőnek a pályázati dokumentációt is meg kellett volna vennie 3 millióért, valamint az épületben lévő ingóságokért további 6 milliót fizetnie, csakhogy az értékesítési pályázat év végi határidejéig sem érkezett érdemi ajánlattétel. 2017. november 30-án közölte Lázár János miniszterelnökségi miniszter, hogy a kormány megveszi a Bálna épületét a fővárosi önkormányzattól a Magyar Turisztikai Ügynökségnek.
2019. március 27-én megszületett a döntés, miszerint a fővárosi önkormányzat nagyjából 11 milliárd forintért eladja az épületet az államnak. Ellenzéki vélemények szerint a főváros elkótyavetyéli azokat a vagyontárgyait, amikkel nem tud mit kezdeni, ahogy ez a Bálnával is történt, mert időközben feljebb mentek az ingatlanárak.
A Magyar Turisztikai Ügynökség (MTÜ) 2021 nyarán tudatta, hogy a birtokába került épületet felújítja egy 2 és fél milliárdos közbeszerzés keretében. Az MTÜ vezetője szerint a felújításokkal olyan multifunkcionális termek (konferencia és rendezvényterek, helyiségek) létrehozása a cél, amelyek „nem csak egysíkú megjelenést tudnak biztosítani”, valamint turisztikai központként és hajóállomásként funkcionálhat majd, így „a fővárosba érkező turisták számára a város kapuja lehetne”.